# Chaetodon burgessi
Espèce
Statut de conservation UICN

 LC  : Préoccupation mineure
Chaetodon burgessi est une espèce de poissons appartenant à l'ordre des Perciformes et à la famille des Chaetodontidae.

## Répartition
Cette espèce vit dans le Pacifique occidental.

## Référence
- Allen et Starck : A new species of butterflyfish (Chaetodontidae) from the Palau Islands. Tropical Fish Hobby 21-7 p. 17–28.